# Dieu me savonne
Pour plus de détails, voir Fiche technique et Distribution.
Dieu me savonne (Funny People en anglais) est un film sud-africain, de langue principalement anglaise  réalisé en 1976 par Jamie Uys.
Ce film de caméra caché a été diffusé en France en 1983, à la suite du succès du film Les dieux sont tombés sur la tête, réalisé par Jamie Uys. Il sera suivi par un deuxième film de caméra caché intitulé les anges se fendent la gueule (Funny People 2).  

## Genre
Le film est constitué de scènes de caméra caché.  

## Synopsis
Basé sur le principe de la caméra invisible, diverses personnes sont placées à leur insu dans des situations insolites prêtant à rire.

## Fiche technique
- Producteur superviseur: Boet Troskie
- Producteur : Jamie Uys et Kobus Kruger
- Film en couleur
- Film en langue anglaise (principale) et en langue afrikaans
- Réalisateur : Jamie Uys
- Scénario : Jamie Uys
- Producteur et distributeur : Mimosa Films
- Lieux du tournage : Afrique du Sud (Johannesbourg, Le Cap, Bloemfontein...)
- Durée : 84 minutes
- Pays d'origine :  Afrique du Sud
- Sortie en Afrique du Sud : 5 avril 1976

## Distribution
- Joe Stewardson (VF : Dominique Paturel): le présentateur des sketchs

## Accueil critique
Pour Le Monde, le film dans sa version originale fait « hurler de rire ». Indiquant que Jamie Uys « recourt à la méthode de la caméra cachée, avec beaucoup plus de drôlerie que ses équivalents d'outre-Atlantique », le quotidien souligne aussi que les personnages, blancs et noirs, évoluent dans une société sans la moindre barrière raciale alors que le film a été réalisé en plein apartheid.